# Aptitud mecánica

Mecanismo interno de un ratón de computadora.

La aptitud mecánica evalúa la comprensión de los principios mecánicos aplicados a una gran variedad de situaciones. Las pruebas psicotécnicas de aptitud mecánica evalúan la capacidad para manejar objetos y para comprender mecanismos.
Según Paul Muchinsky en su texto Psychology Applied to Work (La psicología aplicada al trabajo), "Las pruebas de aptitud mecánica requieren en una persona reconocer qué principio mecánico está sugerido en un elemento de prueba". Los conceptos subyacentes medidos por estos elementos de prueba, incluyen sonidos, conducción de calor, velocidad, gravedad, y fuerza....
Un número de pruebas de comprensión mecánica y aptitud mecánica han sido desarrolladas y son predictivas de rendimiento en trabajos de fabricación/producción y de tipo técnico, para cada caso.

## Antecedentes históricos

### Información militar
Pruebas de aptitud han sido utilizadas para propósitos militares desde la Primera Guerra Mundial a reclutas para el servicio militar. La Army Alpha y Army Beta, ambas pruebas del Ejército, estuvieron desarrolladas en 1917-1918, logrando que la capacidad de personal pueda ser medida por comandantes. La Army Alpha era una prueba que evaluó capacidad verbal, capacidad numérica, capacidad de seguir direcciones, y conocimiento general de información concreta. La Army Beta era su contraparte no verbal, utilizada para evaluar la aptitud de analfabetos, no-escolarizados, o no hablantes de inglés o voluntarios.

### Aptitud mecánica y relación espacial
Las pruebas de aptitud mecánica son a menudo realizadas junto a pruebas de relación espacial.  La aptitud mecánica es una función compleja y es la suma de varias capacidades diferentes, una de las cuales es la capacidad de percibir relaciones espaciales. Algunas investigaciones han demostrado que la capacidad espacial es la parte más importante de la aptitud mecánica para trabajos seguros.  Debido a esta, las pruebas de relación espacial son a menudo dadas por separado, o en parte junto a pruebas de aptitud mecánica.

### Diferencias de género
No hay ninguna evidencia que demuestre una diferencia de inteligencia general entre hombres y mujeres. Aun así,  hay una diferencia en las capacidades cognitivas entre los dos sexos. El varón tiende a ser mejor en tareas cuantitativas y visuales-habilidades espaciales que las mujeres, y las mujeres consiguen puntuación mucho más alto que hombres en secciones verbales de pruebas. Los varones siempre han actuado muy alto en pruebas de aptitud mecánica—mucho más altos que mujeres. En años recientes, otra prueba de aptitud mecánica fue creada. El propósito principal de esta prueba era para crear una posibilidad justa para mujeres, para desarrollar puntuaciones más altas que o en el mismo nivel que los hombres. Los varones aún se desarrollan en un nivel mucho más alto que las mujeres, pero las puntuaciones entre hombres y mujeres han sido colocadas más cercanas. Hay pocas investigaciones dedicadas a por qué los hombres son capaces de completar las pruebas y conseguir mejor puntuación que mujeres. Aun así los estudios han encontrado que aquellos con la capacidad espacial más baja normalmente son peores en razonamiento mecánico, y esto podría ser ligado al rendimiento más bajo de las mujeres en tareas mecánicas. Los estudios también han encontrado que los andrógenos prenatales como la testosterona, afectan positivamente en el rendimiento en ambas capacidades, espaciales y mecánicas.

## Usos
Los usos importantes para las pruebas de aptitud mecánica son:
- Identificar candidatos con percepción espacial buena y capacidad de razonamiento mecánico.
- Evaluar el conocimiento laborable de un candidato en operaciones mecánicas básicas y leyes físicas
- Reconocer una aptitud para aprender tareas y procesos mecánicos.
- Pronosticar éxito de empleado y alinear apropiadamente la fuerza de trabajo.

Estas pruebas son utilizadas mayormente en las industrias, e implican:
- Manufactura/Producción
- Energía/Utilidad

Las ocupaciones importantes para las que estas pruebas son pertinentes son:
- Mecánica Automotriz y Aeronáutica
- Ingeniería
- Instalación/Mantenimiento/Reparación
- Representantes de ventas Industriales/Técnicas (No minorista).
- Mercaderes especializados, como Electricistas, Soldadores y Carpinteros
- Operadores de Equipamiento/Comercio de transporte como Camioneros y Operador de Equipamiento Pesado[6]